# The Adventures of MC Skat Kat and the Stray Mob
The Adventures of MC Skat Kat and the Stray Mob ist das 1991 erschienene einzige Studioalbum der fiktiven US-amerikanischen Hip-Hop-Formation MC Skat Kat and the Stray Mob.

## Hintergründe
Bei MC Skat Kat and the Stray Mob handelt es sich um eine fiktive Hip-Hop-Gruppe, deren Mitglieder aus anthropomorphen Cartoon-Katzen und einer -Maus bestehen. Ihren ersten Auftritt hatte die Formation 1990 im Musikvideo zu dem Popsong Opposites Attract der US-amerikanischen Sängerin Paula Abdul und der Gruppe The Wild Pair. In diesem wurden animierte Charaktere in eine Realfilmumgebung hineinkopiert, wo die Musikerin mit ihnen interagiert, wobei MC Skat Kat ihren festen Freund spielt. Für den Clip wurden dem Lied zwei Rapstrophen hinzugefügt. Der Titel avancierte zu einem Nummer-eins-Hit in Abduls Heimatland, und das zugehörige Video erhielt einen Grammy Award für das Best Short Form Music Video.
Nach dem großen kommerziellen und kritischen Erfolg beschloss man, die Figur MC Skat Kat weiter zu vermarkten und in-character ein eigenes Album mitsamt seiner Crew aufzunehmen. Zur Promotion wurde jedes der insgesamt sieben Mitglieder (MC Skat Kat, Fatz, Taboo, Katleen, Silk, Leo und Micetro) mit einer kurzen, fiktiven Biografie ausgestattet. Die Stimme des Protagonisten übernahm dabei Derrek “Delite” Stevens, der bereits die Raps auf Opposites Attract aufnahm; weitere Charaktere wurden von Squeak, Talanda Shorter und Rom verkörpert. Mit Ausnahme von I Ain’t No Kitty, No Dogs Allowed, I Go Crazy und Skat Kat's Theme wurde der Großteil der Lieder von Rom geschrieben; auch Delite war für die Texte zweier Titel verantwortlich. Sie wurden dabei von mehreren anderen Songwritern unterstützt. An der Produktion des Albums waren Andre Williams, Keith Williams, George Corante, Paul Sherrod, Matt Sherrod, The College Boyz (denen auch Rom und Squeak angehören), Karl F. Stephenson, Dave Frank, Keith “K.C.” Cohen, Eddie Miller, Darryl Sutton, DJ Gill, Frank Z and Just Unique und Special K beteiligt.
Die erste und einzige Singleauskopplung Skat Strut konnte allerdings nicht an den Erfolg des Paula Abdul-Titels anknüpfen und schaffte es nur auf Platz 80 der US-amerikanischen Charts. Es entwickelte sich jedoch zu einem Hit in Norwegen, wo es bis auf Nummer 9 der Hitparade klettern konnte. Auch in Neuseeland (Platz 11), den Niederlanden (Platz 28) und Schweden (Platz 31) schlug es sich erheblich besser als in der Heimat der Musiker. Als auch mit dem zugehörigen Album The Adventures of MC Skat Kat and the Stray Mob der Durchbruch nicht gelang, wurde das Projekt (mit Ausnahme eines kurz danach getätigten Auftritts in dem Lied Yakety Yak - Take It Back, welches für Recycling warb und aus einem Lineup aus mehreren bekannten Stars und Fernsehcharakteren bestand) eingestellt. Erst als Abdul bei den Billboard Music Awards 2019 ein Medley ihrer bekanntesten Hits sang, trat MC Skat Kat (allerdings ohne The Stray Mob) via Leinwandzuschaltung wieder in Erscheinung. Delite merkte an, dass der Flop des Albums vermutlich daher rührte, dass man die Musik der Formation trotz gänzlich anderem Genre gezielt an Abduls Fanbase vermarktete.

## Musik und Texte
Der musikalische Stil von The Adventures of MC Skat Kat and the Stray Mob lässt sich dem Oldschool Hip-Hop und dem Pop-Rap zuordnen. Deutliche Einschläge der Funkmusik sowie wiederholtes Beatboxing sind charakteristische Elemente der Lieder des Albums. Delite trägt auf jedem Titel den Löwenanteil der Vocals vor, wobei vereinzelt andere Mitglieder sowie Studiomusiker Passagen übernehmen. Die Interpreten verkörpern in den Texten immer ihre jeweiligen Kunstfiguren. Dabei werden die Eigenarten und Ästhetiken der Hip-Hop-Kultur mit denen von Cartoons sowie jenen der jeweiligen Tierspezien vermischt. Themen sind unter anderem das Tanzen, Popkultur und sexuelle Anziehungskraft. Die Charaktere sind sich dabei bewusst, dass sie animiert sind, und dass der Leadrapper seine Karriere mit Hilfe von Paula Abdul einleitete.

## Covergestaltung
Auf dem Covermotiv von The Adventures of MC Skat Kat and the Stray Mob posieren die sieben Mitglieder der Stray Mob-Crew um ein grünes Auto; im Hintergrund ist eine Mauer aus roten Ziegelsteinen zu sehen. Die Gruppe ist dabei animiert, während es sich bei dem Gefährt und der Wand um eine Fotografie handelt. MC Skat Kat, Katleen und Fatz lehnen sich dabei an den Wagen an, während Silk in selbem sitzt und Micetro darunter hervorlugt. Leo und Taboo stehen daneben. In der oberen rechten Ecke befindet sich in großen, gelben Lettern geschrieben der Name „MC Skat Kat“, wobei zwischen den letzten beiden Wörtern in kleinen rosa Buchstaben „and the Stray Mob“ zu sehen ist. In Form eines orangefarbenen Halbkreises ist über dem Schriftzug klein „The Adventures of“ zu lesen.

## Titelliste
| Nr. | Titel             | Länge |
| --- | ----------------- | ----- |
| 1.  | Big Time          | 3:54  |
| 2.  | I Ain't No Kitty  | 4:37  |
| 3.  | No Dogs Allowed   | 5:27  |
| 4.  | Gotta Get Up      | 4:00  |
| 5.  | Kat in the Casino | 4:36  |
| 6.  | On the Prowl      | 4:07  |
| 7.  | Skat Strut        | 3:41  |
| 8.  | Kat Stories       | 4:02  |
| 9.  | So Sweet So Young | 3:47  |
| 10. | I Go Crazy        | 3:21  |
| 11. | New Kat Swing     | 4:03  |
| 12. | Skat Kat's Theme  | 4:39  |

## Kritik
The Adventures of MC Skat Kat and the Stray Mob erhielt überwiegend negative Kritiken. Es wurde mitunter als ein schlecht durchdachtes, rein kommerzielles Massenprodukt, welches mit der Bewegung Hip-Hop wenig zu tun hätte, angesehen, und man bemängelte, dass es trotz seines deutlich profitorientierten Charakters zu wenig Nachfrage gegeben hätte. Man merkte allerdings auch an, dass das Werk als Noveltyalbum durchaus Unterhaltung böte.

## Erfolg
The Adventures of MC Skat Kat and the Stray Mob erreichte Platz 197 in den US-amerikanischen Charts und gilt als kommerzieller Flop. Im Rest der Welt konnte es sich nicht in der Hitparade positionieren.